# Liste der Monuments historiques im Département Vaucluse
Die Liste führt alle Monuments historiques im Département Vaucluse in Frankreich auf.
2011 wurden im Département Vaucluse mehr als 500 als Monument historique geschützte Denkmäler gezählt.

## Liste
Die folgende Liste zählt die Monuments historiques im Département Vaucluse auf, mit Ausnahme von fünf Gemeinden, die eigene Listen besitzen:
- Für die Monuments historiques von Apt, siehe Liste der Monuments historiques in Apt;
- Für die Monuments historiques von Avignon, siehe Liste der Monuments historiques in Avignon;
- Für die Monuments historiques von Carpentras, siehe Liste der Monuments historiques in Carpentras;
- Für die Monuments historiques von Cavaillon, siehe Liste der Monuments historiques in Cavaillon;
- Für die Monuments historiques von Pernes-les-Fontaines, siehe Liste der Monuments historiques in Pernes-les-Fontaines.

Wegen der hohen Anzahl an Denkmälern ist die Liste der anderen Gemeinden in zwei Teillisten aufgeteilt:
- Gemeinden mit den Anfangsbuchstaben A bis L: Liste der Monuments historiques im Département Vaucluse/A–L;
- Gemeinden mit den Anfangsbuchstaben M bis Z: Liste der Monuments historiques im Département Vaucluse/M–Z.